# Daniel Dąbrowski
Daniel Dąbrowski (Polonia, 23 de septiembre de 1983) es un atleta polaco, especialista en la prueba de relevos 4x400 m, con la que ha logrado ser medallista de bronce mundial en 2007.

## Carrera deportiva
En el Mundial de Osaka 2007 gana la medalla de bronce en los relevos 4x400 m, con un tiempo de 3:00.05 (mejor marca persona), quedando tras los estadounidenses (plata) y los bahameños (bronce), y siendo sus compañeros de equipo: Marek Plawgo, Marcin Marciniszyn y Kacper Kozłowski.